# Herculano Medina Garfias
Herculano Medina Garfias (ur. 27 listopada 1967 w Rincón de Cedeños) – meksykański duchowny katolicki, biskup pomocniczy Morelii w latach 2016-2024, biskup  Ciudad Guzmán od 2024. 

## Życiorys

### Prezbiterat
Święcenia kapłańskie otrzymał 15 lutego 1996 i został inkardynowany do archidiecezji Morelia. Był m.in. diecezjalnym duszpasterzem społecznym oraz ojcem duchownym, wykładowcą i ekonomem seminarium w Morelii.

### Episkopat
1 grudnia 2015 papież Franciszek mianował go biskupem pomocniczym archidiecezji Morelia, ze stolicą tytularną Gegi. Sakry udzielił mu 25 lutego 2016 arcybiskup Alberto Suárez Inda. 4 maja 2024 ten sam papież przeniósł go na urząd biskupa Ciudad Guzmán. 